# سوخت زیستی هوانوردی

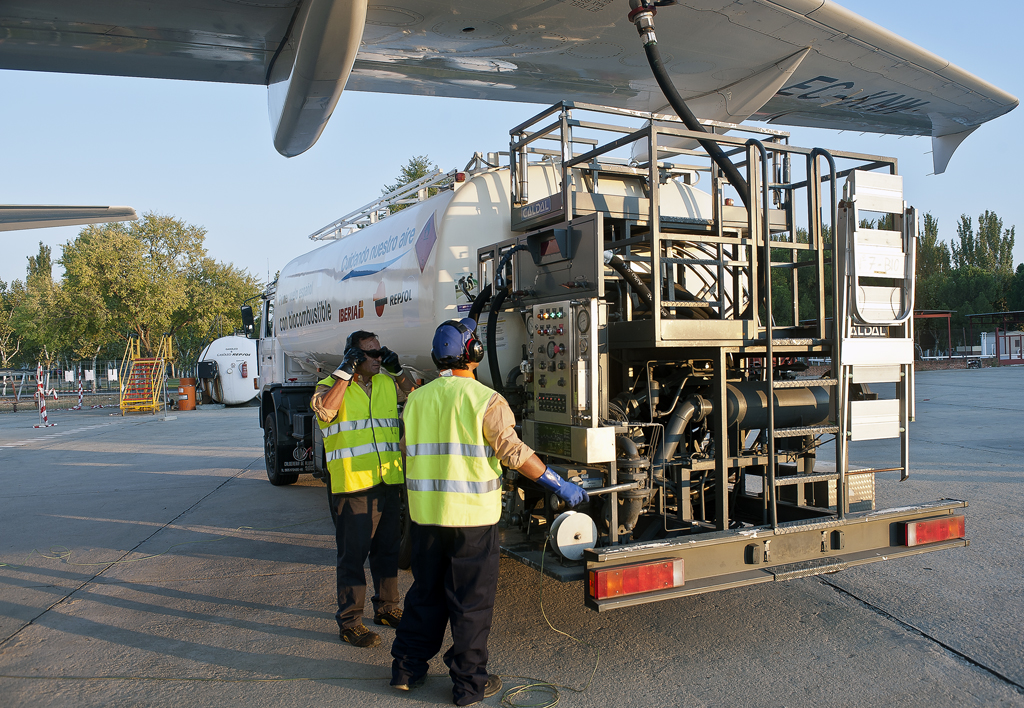
سوخت‌گیری ایرباس A320 با سوخت زیستی

سوخت زیستی هوانوردی یا سوخت زیستی جت یا (BAF) یک سوخت زیستی است که برای تأمین انرژی هواپیما استفاده می‌شود و به عنوان سوخت پایدار هوانوردی (SAF) خوانده می‌شود. انجمن بین‌المللی حمل و نقل هوایی (IATA) آن را از عناصر تعیین‌کننده برای کاستن از ردپای کربن در اثرات زیست‌محیطی هوانوردی می‌داند. سوخت زیستی هوانوردی (BAF) می‌تواند به کربن زدایی سفرهای هوایی در مسافت‌های متوسط و طولانی که بیشترین سهم در انتشار گازهای گلخانه‌ای را دارا هستند، کمک کند و می‌تواند با کم کردن ردپای کربن، عمر انواع هواپیماهای قدیمی تر را افزایش دهد.
سوخت‌های زیستی از سوخت‌های زیست توده ای هستند که از گیاهان یا پسماندها به دست آمده‌اند. با توجه به نوع زیست توده مورد استفاده، آنها می‌توانند نشر CO2 را از ۲۰ تا ۹۸ درصد در مقایسه با سوخت جت معمولی کم کنند. نخستین پرواز آزمایشی با استفاده از سوخت زیستی ترکیبی در سال ۲۰۰۸ بود و در سال ۲۰۱۱ سوخت‌های ترکیبی با ۵۰ درصد سوخت زیستی حتی در پروازهای تجاری مجاز شدند. در سال ۲۰۱۹، (IATA) به دنبال آن بود که تا سال ۲۰۲۵ نفوذ ۲ درصدی کند.
سوخت‌های زیستی حمل و نقل هوایی را می‌توان از منابع گیاهی مثل تولید جاتروفا، جلبک، پیه، پسماند روغن‌ها، روغن نخل، Babassu (روغن باباسو) و کاملینا (زیستی SPK)؛ از زیست توده جامد با استفاده از تجزیه در اثر حرارت ایجاد شده از طریق فرایند فیشر-تروپش (FT-SPK). با فرایند الکل به جت (ATJ) از تخمیر زباله‌ها و پسماند. یا از زیست‌شناسی مصنوعی از طریق یک راکتور خورشیدی. موتورهای پیستونی کوچک‌تر را می‌توان برای سوزاندن اتانول تغییر داد.
سوخت‌های زیستی پایدار (SAF) با محصولات غذایی، زمین‌های کشاورزی برتر، جنگل‌های طبیعی یا آب شیرین رقابت نمی‌کند و تهدیدی برای آنها محسوب نمی‌شوند. آنها جایگزینی برای سوخت‌های الکتریکی هستند. سوخت هوانوردی پایدار (SAF) توسط یک سازمان شخص ثالث پایدار ثبت شده‌است.

## اثرات زیست‌محیطی
گیاهان در طول رشد خود، دی‌اکسید کربن جذب می‌کنند، به این معنا که سوخت‌های زیستی بر پابه گیاهی تنها به اندازه ای گازهای گلخانه ای را منتشر می‌کنند که پیش تر جذب شده بودند. با این حال، تولید، پردازش و حمل و نقل سوخت زیستی، گازهای گلخانه‌ای را انتشار می‌دهد که باعث کاستن از انتشار گازهای گلخانه‌ای می‌شود. سوخت‌های زیستی با بیشترین صرفه‌جویی در نشر، آنهایی هستند که از جلبک‌های فتوسنتزی (۹۸ درصد صرفه‌جویی، فناوری هنوز بالغ نشده) و از محصولات غیر غذایی و بقایای جنگل‌ها (از ۹۱ تا ۹۵ درصد صرفه‌جویی) به دست می‌آیند.
روغن جاتروفا، نوعی روغن غیر غذایی است که به عنوان سوخت زیستی استفاده می‌شود، که باید انتشار CO2 را از ۵۰ تا ۸۰ درصد در مقایسه با Jet-A1 کمتر کند. ارزیابی چرخه زندگی توسط دانشکده جنگل‌داری ییل در مورد جاتروفا، یکی از منابع سوخت‌های زیستی بالقوه، تخمین زده‌است که استفاده از آن می‌تواند انتشار گازهای گلخانه‌ای را تا ۸۵ درصد در صورت استفاده از زمین‌های کشاورزی و دامداری سابق کاهش دهد، یا انتشار گازهای گلخانه‌ای را تا ۶۰ درصد افزایش دهد. اگر جنگل‌های طبیعی به کاربری تبدیل شوند.
کشتروغن پالم بنا بر منابع کمیاب زمین‌های تحت کشت محدود شده و گسترش و پیشروی آن به اراضی جنگلی باعث جنگل زدایی و از بین رفتن تنوع زیستی و انتشار مستقیم و غیر مستقیم ناشی از تغییر کاربری زمین می‌شود. محصول‌های تجدید پذیر NESTE متشکل از یک پالایش مانده از روغن نخل خوراکی، و پسماندهای روغنی خامه گون از کف آسیاب نفت فاضلاب. سوخت پایدار هوانوردی (SAF) Neste توسط Lufthansa استفاده می‌شود.
ناسا اعلام کرده که ۵۰ درصد مخلوط سوخت زیستی هوانوردی می‌تواند انتشار ذرات ناشی از ترافیک هوایی را از ۵۰ تا ۷۰ درصد بکاهد. سوخت‌های زیستی حاوی ترکیب‌های گوگردی نیستند و در نتیجه دی‌اکسید گوگرد نشر نمی‌کنند.

## جدول زمانی
اولین پرواز با استفاده از ترکیب سوخت‌های زیستی در سال ۲۰۰۸ رخ داد. در آن زمان ویرجین آتلانتیک نخستین پرواز را به کمک یک شرکت هواپیمایی تجاری انجام داد که تا حدی به وسیله سوخت زیستی تأمین می‌شد، در حالی که پروازهای تجاری سوخت زیستی به احتمال زیاد از مواد اولیه مانند جلبک استفاده می‌کردند. در آن زمان، خطوط هوایی که بیشتر از ۱۵ درصد این صنعت را نمایندگی می‌کردند، با پشتیبانی سازمان‌های غیردولتی مثل شورای دفاع از منابع طبیعی و میزگرد سوخت‌های زیستی پایدار، گروه استفاده‌کنندگان سوخت هوانوردی پایدار (SAF) را تشکیل دادند. آنها تعهد دادند که سوخت‌های زیستی پایدار را برای هوانوردی توسعه دهند. در آن سال، بوئینگ و شرکت‌های هواپیمایی و توسعه‌دهنده فناوری سوخت زیستی UOP LLC (Honeywell) رئیس مشترک سازمان زیست توده جلبکی بودند.
در سال ۲۰۰۹، IATA متعهد به دستیابی به بدون کربن رشد تا سال ۲۰۲۰، و به نصف کاهش انتشار کربن تا سال ۲۰۵۰ شد.

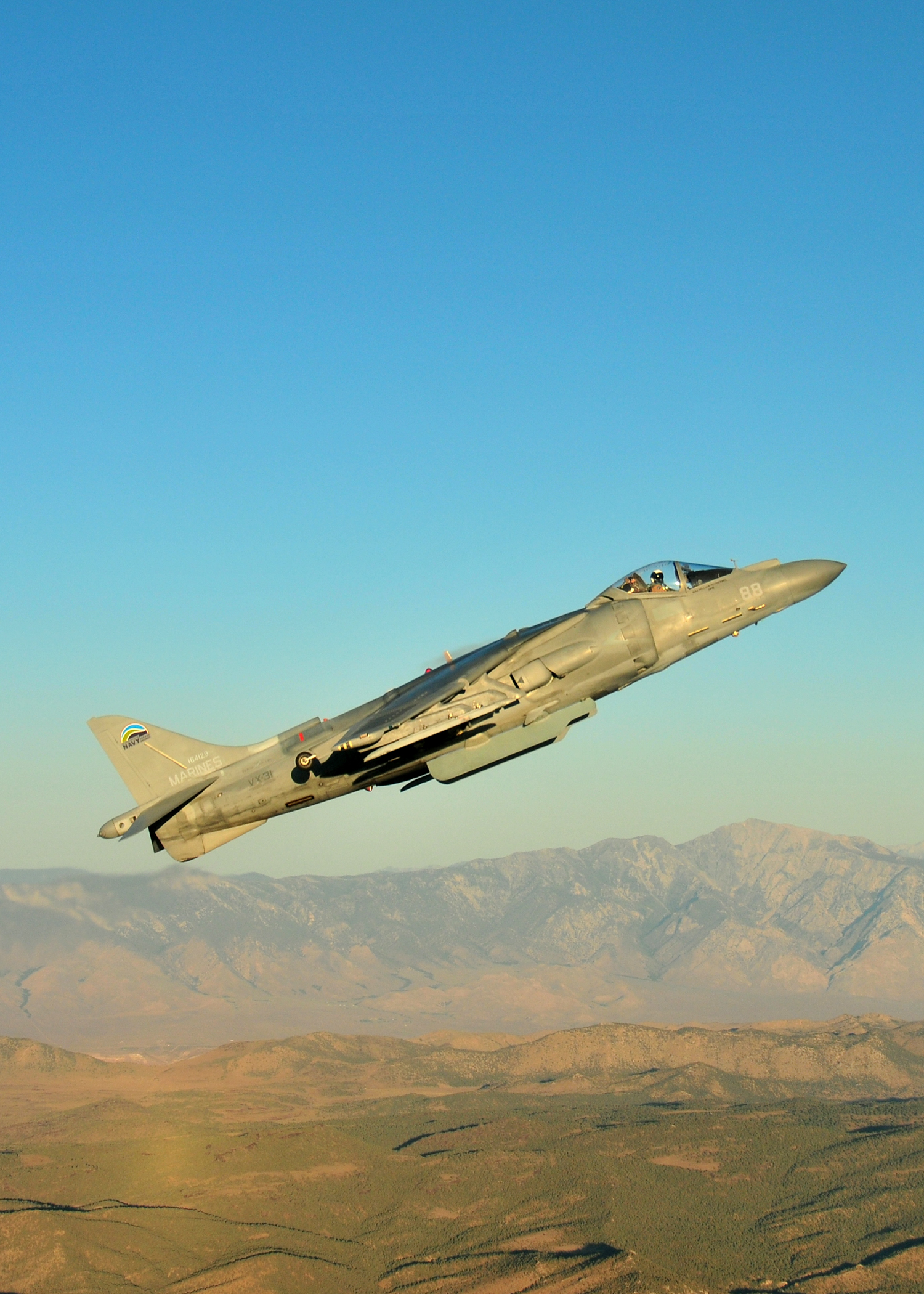
پرواز آزمایشی AV-8B Harrier II سپاه تفنگداران دریایی ایالات متحده با استفاده از ترکیب سوخت زیستی ۵۰–۵۰ در سال ۲۰۱۱

تا ماه ژوئن ۲۰۱۱، مشخصات تجدیدنظر شده برای سوخت توربین هوانوردی حاوی هیدروکربن‌های سنتز شده (ASTM D7566) به خطوط هوایی تجاری این اجازه را می‌داد که تا ۵۰ درصد از زیست سوخت‌ها را با سوخت جت معمولی مخلوط کنند. ایمنی و عملکرد سوخت جت استفاده شده در پروازهای مسافربری توسط ASTM International گواهی شده‌اند. سوخت‌های زیستی پس از بررسی‌های فنی چند ساله از سوی سازندگان هواپیما، سازندگان موتور و شرکت‌های نفتی برای استفاده تجاری تأیید شدند. از آن زمان، بعضی از خطوط هوایی استفاده از سوخت‌های زیستی را در پروازهای تجاری آزمایش کردند.
در ماه دسامبر سال ۲۰۱۱، FAA مبلغ ۷٫۷ میلیون دلار آمریکا را به عنوان جایزه به هشت شرکت برای توسعه قطره ای سوخت پایدار اعطا کرد، به ویژه از الکل، قند، زیست توده، و مواد آلی مانند روغن‌های تجزیه در اثر حرارت، در چارچوب برنامه‌های CAAFI و CLEEN.
از ۲۰۱۴، سولینا قصد داشت سالانه ۵۰۰ هزار تن زباله از شهر لندن که معمولاً به محل دفن زباله می‌رفت، به زیست سوخت تبدیل کند تا در ناوگان بریتیش ایرویز مورد استفاده قرار بگیرد. اما در ۲۰۱۵ اعلام ورشکستگی کرد.
تا ۲۰۱۵، کشت متیل استرهای اسید چرب و آلکنون‌های از جلبک Isochrysis به عنوان ماده اولیه زیست سوخت جت احتمالی مورد مطالعه و تحقیق قرار گرفت.
تا ۲۰۱۶، توماس بروئک از مونیخ TU پیش‌بینی کرده بود که algaculture می‌تواند ۳/۵ درصد از نیاز به سوخت جت را تا سال ۲۰۵۰ تأمین کند.
در پاییز سال ۲۰۱۶، برای رسیدن به اهداف کاهشی، ICAO اقدام‌های متعددی از جمله توسعه و استقرار سوخت‌های هوایی پایدار (SAF) را برنامه‌ریزی کرد.
ده‌ها شرکت از بین سال‌های ۲۰۰۵ تا ۲۰۱۲ میلیون‌ها دلار سرمایه مخاطره‌آمیز دریافت کردند تا نفت کوره را از جلبک استخراج کنند، برخی از آنها تا سال ۲۰۱۲ وعده سوخت با قیمت رقابتی و تولید ۱ میلیارد گالون آمریکایی (۳٫۸ میلیون متر مکعب) تا ۲۰۱۲–۲۰۱۴ را دادند. تا سال ۲۰۱۷، هیچ دستاوردی حاصل نشد و اکثر شرکت‌ها ناپدید شده بودند یا برنامه‌های تجاری خود را تغییر دادند تا روی لوازم آرایشی ، مواد مغذی، افزودنی‌های غذای حیوانات خانگی ، خوراک دام، رنگدانه‌ها و روغن‌های ویژه متمرکز شوند.
در ۲۰۱۹، ۰٫۱ درصد از کل سوخت‌ها از انواع SAF بود: انجمن بین‌المللی حمل و نقل هوایی (IATA) در سال ۲۰۱۹ با هدف نفوذ ۲٪ تا سال ۲۰۲۵ از پذیرش سوخت هوانوردی پایدار پشتیبانی می‌کند: ۷ میلیون متر مکعب (۱٫۸ میلیارد گالون آمریکایی). تا آن زمان، بیشتر از ۱۵۰۰۰۰ پرواز از زیست سوخت‌ها استفاده کرده‌اند و پنج فرودگاه به‌طور منظم سوخت زیستی توزیع می‌کنند: برگن، بریزبن، لس آنجلس، اسلو و استکهلم، و سایرین گاه به گاه عرضه می‌کنند.

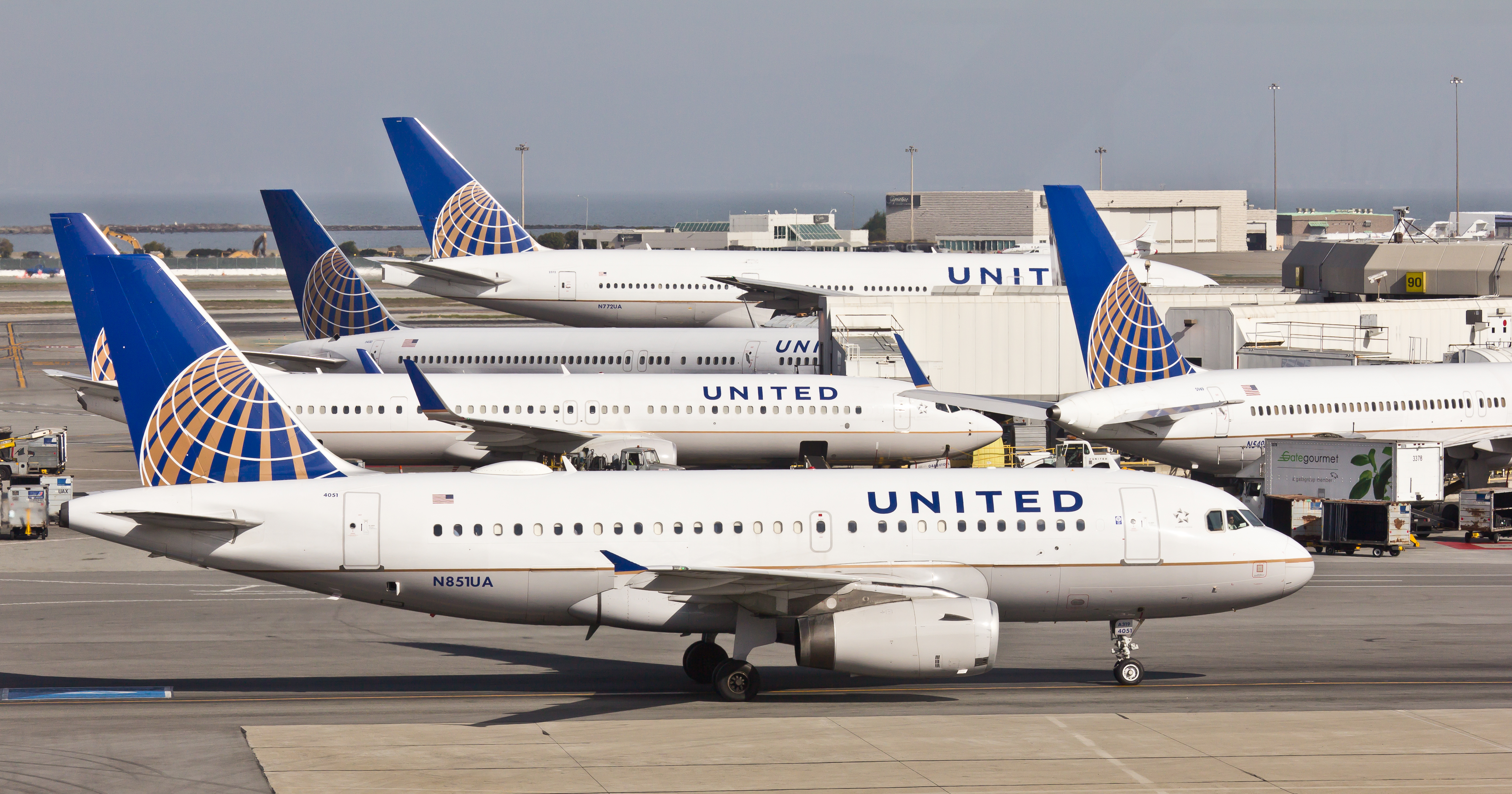
In 2019, United Airlines purchased up to 10 e6USgal of SAF from World Energy over two years.

در آن سال، ویرجین استرالیا بیشتر از هفتصد پرواز را تأمین کرده بود و بیشتر از ۱۰۰۰۰۰۰ کیلومتر، داخلی و بین‌المللی را با استفاده از سوخت الکل به جت شرکت Gevo طی کرد. Gevo متعهد است که به دنبال گالونی کامل از سوخت هوانوردی پایدار باشد، که تانسیل منفی کردن ردپای کربن را دارد. ویرجین آتلانتیک با LanzaTech در آن زمان در حال کار بر استفاده متداوم از سوخت حاصل از گازهای زائد کارخانه‌های فولاد بود. بریتیش ایرویز می‌خواست پسماندهای خانگی را با فرایند فیشر-تروپش به سوخت جت (تبدیل سوخت به انرژی) تبدیل کند. یونایتد ایرلاینز که متعهد به ۹۰۰ میلیون گالون آمریکایی (۳٬۴۰۰٬۰۰۰ متر مکعب) سوخت پایدار هوانوردی (SAF) به مدت ۱۰ سال از Fulcrum BioEnergy شد (برای مقایسه با ۴٫۱ میلیارد گالون آمریکایی (۱۶٬۰۰۰٬۰۰۰ متر مکعب) مصرف سوخت در ۲۰۱۸)، بعد از سرمایه‌گذاری ۳۰ میلیون دلاری خود در ۲۰۱۵، و تا ۵ کارخانه زیست سوخت را در نزدیکی مراکز خود توسعه خواهد داد.
از ۲۰۲۰، کانتاس شروع به استفاده از ترکیب ۵۰/۵۰ سوخت زیستی SG Preston در پروازهای لس آنجلس-استرالیا کرد و همچنین سوخت حاصل از روغن‌های گیاهی غیرغذایی را در طول ۱۰ سال به JetBlue Airways ارئه خواهد داد.
تا ۲۰۲۰، گروه خطوط هوایی بین‌المللی ۴۰۰ میلیون دلار برای تبدیل زباله‌ها به سوخت هوانوردی پایدار (SAF) با Velocys (فرایند فیشر-تروپش) سرمایه‌گذاری کرد.

## تولید
سوخت جت ترکیبی از تعدادی زیاد هیدروکربن‌های متفاوت است. محدوده اندازه آنها (وزن مولکولی یا تعداد کربن) توسط ملزومات محصول مورد نظر محدود می‌شود، برای مثال، نقطه انجماد یا نقطه دود. سوخت جت بعضی مواقع به عنوان نفت سفید یا نفتا طبقه‌بندی می‌شود. سوخت‌های نوع نفت سفید شامل جت A، جت A-1، JP-5 و JP-8 می‌شود. سوخت جت نوع نفتا، که بعضی اوقات به عنوان سوخت جت "برش عریض (wide-cut)" شناخته می‌شود، شامل جت B و JP-4 است.
زیست سوخت‌های «قطره ای» سوخت‌های زیستی هستند که به‌طور کامل با سوخت‌های معمولی قابل عوض شدن هستند. استخراج سوخت جت «قطره ای» از منابع زیستی از طریق دو راه مورد تأیید ASTM است. ASTM هم ترکیب ۵۰ درصدی SPK را در سوخت‌های معمولی جت بی‌خطر دانسته. تنها آزمایش‌هایی تا کنون با اختلاط در نفت سفید پارافینی مصنوعی (SPK) در غلظت‌های بسیار بالاتر انجام شده‌است.
HEFA-SPK
استرهای هیدروفرآوری شده و اسیدهای چرب پارافینیک کروسین مصنوعی (HEFA-SPK) نوعی خاص از سوخت روغن نباتی تصفیه شده هیدرولیکی است که در هوانوردی استفاده می‌شود. تا تاریخ ۲۰۲۰ این تنها فناوری بالغ است. سوخت HEFA-SPK به دلیل پایداری آن به عنوان جایگزین پیشرو برای سوخت جت معمولی توسط CAA در نظر گرفته می‌شود. HEFA-SPK توسط Altair Engineering برای استفاده در سال 2011 HEFA-SPK از اکسیژن زدایی و پردازش هیدرولیکی اسیدهای چرب اولیه جلبک‌ها، جاتروفا و کاملینا تولید می‌شود.
Bio-SPK
این مسیر شامل استفاده از نفت است که از منابع گیاهی مانند استخراج جاتروفا، جلبک، پیه، سایر روغن‌های زباله، Babassu و کاملینا به زیستی تولید نفت سفید پارافینیک مصنوعی (زیستی SPK) توسط ترک خوردگی و مشتق شده hydroprocessing. رشد جلبک‌ها برای ساخت سوخت جت یک فناوری امیدوارکننده اما همچنان در حال ظهور است. شرکت‌هایی که روی سوخت جت جلبکی کار می‌کنند عبارتند از: Solazyme , Honeywell UOP, Solena، Sapphire Energy، Imperium Renewables، و Aquaflow Bionomic Corporation. دانشگاه‌هایی که روی سوخت جت جلبکی کار می‌کنند دانشگاه ایالتی آریزونا و دانشگاه کرانفیلد هستند که سرمایه گذاران اصلی برای تحقیقات SPK مبتنی بر جلبک عبارتند از Boeing, Honeywell / UOP, Air New Zealand, Continental Airlines, Japan Airlines و General Electric.
FT-SPK
مسیر دوم شامل پردازش زیست توده جامد با استفاده از تجزیه در اثر حرارت برای تولید روغن تجزیه در اثر حرارت یا تبدیل به گاز برای تولید گاز سنتزی است که سپس به FT SPK (نفت‌سفید پارافینی مصنوعی فیشر-تروپش) پردازش می‌شود.
ATJ-SPK
همچنین تحقیقاتی روی مسیر الکل به جت (ATJ) انجام می‌شود که در آن الکل‌هایی مانند اتانول یا بوتانول اکسیژن زدایی شده و به سوخت جت تبدیل می‌شوند. برخی از شرکت‌ها مانند LanzaTech قبلاً موفق به ایجاد ATJ-SPK از CO2 در گازهای دودکش شده‌اند. بدین وسیله اتانول از CO در گازهای دودکش با استفاده از میکروب‌ها (دقیقاً کلستریدیوم اتواتانوژنوم) تولید می‌شود. LanzaTech با استفاده از گازهای زائد صنعتی از صنعت فولاد به عنوان ماده اولیه برای تخمیر میکروبی خود، فناوری خود را با موفقیت در مقیاس آزمایشی در NZ نشان داده‌است. Gevo فناوری جدیدی را برای تقویت کارخانه‌های تولید اتانول موجود برای تولید ایزوبوتانول برای سوخت زیستی هوانوردی توسعه داده‌است.  نفت سفید پارافینیک مصنوعی الکل به جت (ATJ-SPK) یک مسیر اثبات شده برای ارائه یک گزینه زیستی و کم کربن به مسافران است.
مسیرهای تولید آینده
مسیرهایی که از زیست‌شناسی مصنوعی برای ایجاد مستقیم هیدروکربن‌ها استفاده می‌کنند در حال تحقیق هستند. همچنین، تولید سوخت‌های هیدروکربنی فیشر-تروپش (به عنوان مثال FT-SPK، که توسط پروژه به عنوان «کروزین خورشیدی» شناخته می‌شود) از طریق استفاده از یک راکتور خورشیدی توسط پروژه SUN-TO-LIQUID در حال تحقیق است.
موتورهای پیستونی
موتورهای پیستونی کوچک را می‌توان برای سوزاندن اتانول به عنوان سوخت تغییر داد. سویفت سوخت، جایگزین سوخت‌های زیستی به بنزین هواپیما در حال توسعه، به عنوان یک سوخت آزمون‌های مورد تأیید قرار گرفت بین‌المللی ASTM در دسامبر ۲۰۰۹، هدف برای یک comparably قیمت، سوخت هوانوردی عمومی بهره‌وری سوخت دوستدار محیط زیست هستند و بیشتر.

### چالش‌های فنی
مواد لاستیکی مبتنی بر نیتریل در حضور ترکیب‌های معطر موجود در سوخت‌های نفتی معمولی منبسط می‌شوند. زیست سوخت‌های خالص که با نفت ترکیب نمی‌شوند و حاوی افزودنی‌های با پایه پارافین نیستند، می‌توانند باعث آب رفتن مهر و موم‌های لاستیکی و شیلنگ‌ها شوند. تولیدکنندگان در حال شروع به  استفاده از جایگزین لاستیک مصنوعی که تحت تأثیر سوخت‌های زیستی قرار نمی‌گیرند، هستند، مانند Viton، برای مهر و موم‌ها و شیلنگ. نیروی هوایی ایالات متحده باکتری و قارچ‌های مضری را در هواپیماهای دارای زیست سوخت خود پیدا کرده‌است و با استفاده از پاستوریزاسیون برای ضدعفونی، آنها را سم زدایی می‌کند.

## اقتصاد
آژانس بین‌المللی انرژی پیش‌بینی می‌کند که تولید SAF، بین سال‌های ۲۰۲۵ تا ۲۰۴۰ باید از ۱۸ به ۷۵ میلیارد لیتر افزایش یابد که بیانگر لزوم افزایش سهم سوخت هواپیما از ۵ درصد به ۱۹ درصد است. تا ۲۰۱۹، هزینه تولید سوخت فسیلی جت بین ۰٫۳ تا ۰٫۶ دلار آمریکا در هر لیتر بود. (با در نظر گرفتن قیمت هر بشکه نفت خام بین ۵۰ تا ۱۰۰ دلار) در حالی که هزینه تولید زیست سوخت حمل و نقل هوایی بین ۰٫۷ تا ۱٫۶ دلار بود، و نیاز به یک ۱۱۰تا ۲۶۰ دلار در هر بشکه نفت خام بود تا با سوخت فسیلی برابری.

## سوخت‌های پایدار

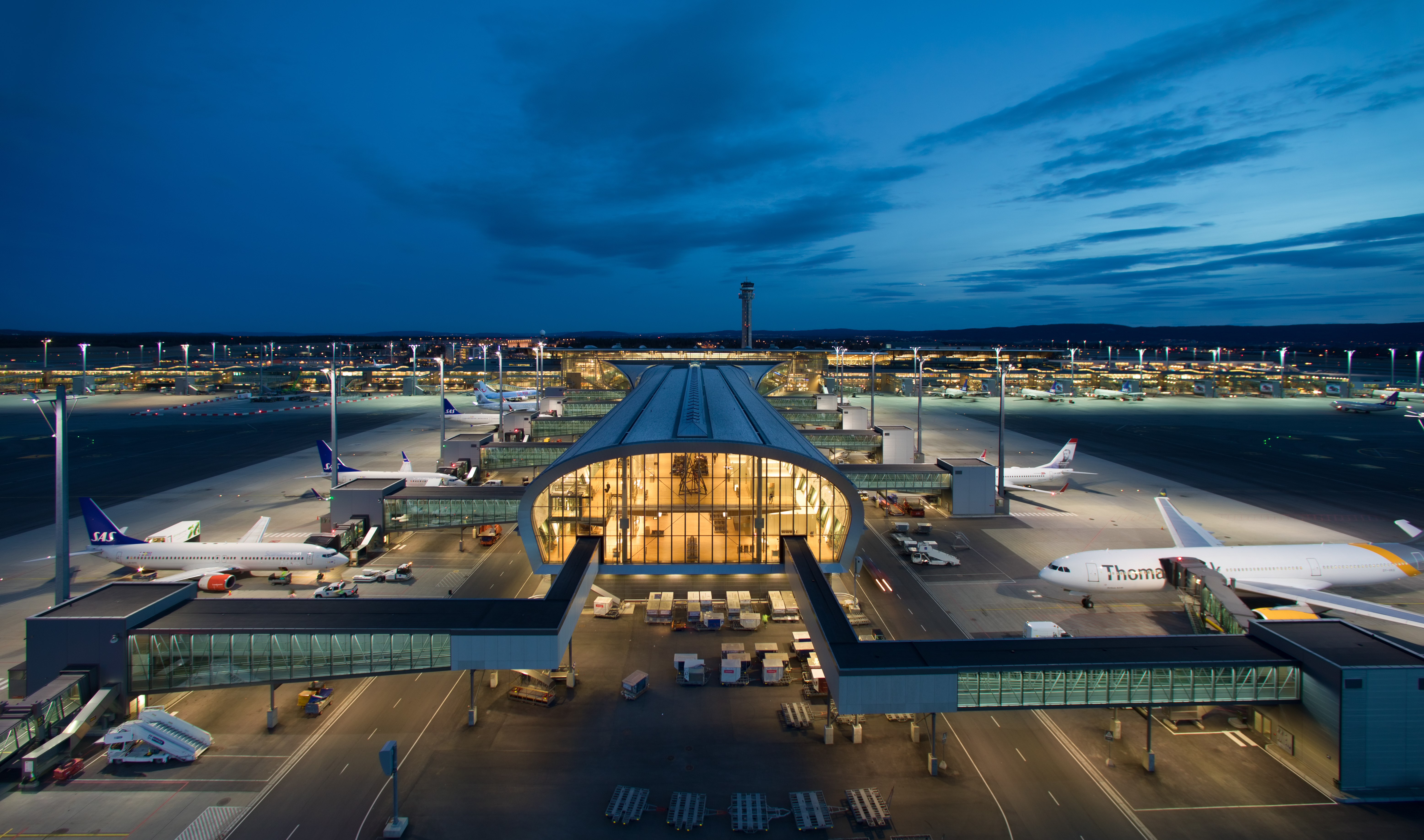
فرودگاه اسلو اولین فرودگاه بین‌المللی بود که از سال ۲۰۱۶ سوخت هوانوردی پایدار را به عنوان بخشی از ترکیب سوخت ارائه کرد.

سوخت‌های زیستی پایدار با محصولات غذایی، زمین‌های کشاورزی برتر یا آب شیرین رقابت نمی‌کند و تهدیدی برای آنها محسوب نمی‌شود. سوخت‌های هواپیما پایدار (SAF) توسط یک نهاد شخص ثالث مانند میزگرد برای پایدار سوخت‌های زیستی به عنوان پایدار تأیید شده‌اند. سرعت تأیید و تولید سوخت هوایی پایدار برای برآورده کردن هدف انجمن بین‌المللی حمل و نقل هوایی مبنی بر به نصف رساندن نشر CO2 تا سال ۲۰۵۰ کافی نیست.
در همین حین که از زیست سوخت‌ها استفاده نمی‌شود، حمل‌ونقل هوایی با پایه انرژی‌های تجدیدپذیر مانند انرژِی باد و خورشیدی با سوخت تولید شده در فرایند تبدیل نیرو به مایعات، حداقل با کربن حاصل از جذب مستقیم هوا، با هیدروژنی که مستقیماً احتراق می‌شود یا در پیل سوختی استفاده می‌شود، و با نیروی محرکه الکتریکی با استفاده از باتری‌های قابل شارژ نیز پایدار نامیده می‌شود.

### گواهینامه
یک SAF گواهینامه پایداری است که تأیید می‌کند فراورده سوختی، و به‌طور عمده با تمرکز بر مواد خام زیست توده، معیارها و ملاحظات پایداری بلند مدت زیست‌محیطی، اجتماعی و اقتصادی "جهانی سه خط پایین " را برآورده می‌کند. تحت بسیاری از طرح‌های تنظیم انتشار کربن، مانند طرح تجارت انتشار گازهای گلخانه‌ای اتحادیه اروپا، ممکن است یک محصول تأیید شده SAF از هزینه‌های در ارتباط با انطباق کربن معاف شود. این امر به‌طور جزئی رقابت پذیری اقتصادی SAF را نسبت به سوخت جت با پایه فسیلی معمولی را بهبود می‌بخشد. با تمام این اوصاف، در کوتاه مدت مانع‌های تجاری سازی و نظارتی متعددی وجود دارند که باید از طریق همکاری مصرف‌کنندگان و ذینفعان، برای محصول‌های تأیید شده SAF برای برآورده کردن برابری قیمتی و صرفه اقتصادی با سوخت جت فسیلی و معمولی و امکان جذب گسترده آنها برطرف شود.
نخستین نهاد معتبری که یک سیستم گواهینامه سوخت زیستی پایدار قابل اجرا در SAF را راه‌اندازی کرد، میزگرد آکادمیک اروپایی در زمینه مواد زیستی پایدار (RSB) NGO بود. این سازمان چند ذینفعی یک استاندارد جهانی تعیین کرد که بر آن اساس می‌توان یکپارچگی پایداری انواع مختلف زیست سوخت‌های پیشرفته هوانوردی را که به دنبال استفاده از ادعای سوخت پایدار هوانوردی هستند، مورد قضاوت قرار داد. خطوط هوایی پیشرو در صنعت هوانوردی و سایر امضاکنندگان گروه کاربران سوخت هوانوردی پایدار (SAFUG) متعهد می‌شوند که از RSB به عنوان ارائه دهنده ترجیحی گواهینامه SAF پشتیبانی کنند.

#### معیارهای پایداری
EU RED II Recast (2018)
کاهش گازهای گلخانه‌ای - انتشار گازهای گلخانه‌ای از سوخت‌های پایدار هوانوردی باید کمتر از سوخت‌های فسیلی باشد که جایگزین می‌شوند: حداقل ۵۰ درصد برای تأسیسات تولیدی قبل از ۵ اکتبر ۲۰۱۵، کاهش اجباری ۶۰ درصدی برای تأسیسات تولید پس از آن تاریخ و ۶۵ درصد. برای سوخت‌های پایدار (SAF) تولید شده در تأسیساتی که پس از سال ۲۰۲۱ شروع به فعالیت می‌کنند.
تغییر کاربری زمین - ذخایر کربن و تنوع زیستی: مواد خام برای تولید سوخت پایدار را نمی‌توان از زمین‌هایی با تنوع زیستی بالا یا ذخایر کربن بالا (به عنوان مثال جنگل‌های اولیه و حفاظت شده، مراتع غنی از تنوع زیستی، تالاب‌ها و زمین‌های زغال سنگ نارس) تهیه کرد.
سایر مسائل پایداری در مقررات حاکمیتی مشخص شده‌است و ممکن است به صورت داوطلبانه توسط طرح‌های صدور گواهینامه پوشش داده شود.
ایکائو «کورسیا»
کاهش GHG - معیار ۱: سوخت جایگزین پایدار برای راکتورها کاهش خالص GHG را حداقل ۱۰٪ در مقایسه با سوخت فسیلی برای راکتورها، بر اساس چرخه زندگی ایجاد می‌کند.
ذخایر کربن - معیار ۱: سوخت جایگزین پایدار از زیست توده به دست آمده از زمین‌هایی که کاربری آن پس از ۱ ژانویه ۲۰۰۸ تغییر کرده و از جنگل‌های اولیه، تالاب‌ها یا زمین‌های زغال سنگ نارس بوده‌است، تولید نخواهد شد، زیرا همه این زمین‌ها دارای ذخایر کربن بالایی هستند. معیار ۲: در صورت تغییر کاربری زمین پس از ۱ ژانویه ۲۰۰۸، همان‌طور که بر اساس طبقه‌بندی اراضی IPCC تعریف شده‌است، انتشارات ناشی از تغییر کاربری مستقیم زمین (DLUC) باید محاسبه شود. اگر انتشار گازهای گلخانه ای از یک DLUC از مقدار پیش فرض تغییر کاربری زمین (ILUC) بیشتر شود، مقدار DLUC جایگزین مقدار پیش فرض ILUC خواهد شد.

### تأثیر جهانی
از آنجایی که طرح‌های تجارت انتشار گازهای گلخانه‌ای و سایر رژیم‌های انطباق با کربن در کل جهان در حال ظهور هستند، برخی از زیست سوخت‌ها احتمالاً توسط دولت‌ها از داشتن تعهدهای مربوط به انطباق با کربن به دلیل ماهیت تجدید پذیری با حلقه بسته انتشار معاف می‌شوند (امتیاز صفر)، البته اگر بتوانند اعتبار پایداری گسترده‌تر خود را ثابت کنند. به عنوان مثال، در طرح تجارت انتشار گازهای گلخانه ای اتحادیه اروپا که توسط SAFUG پیشنهاد شده که تنها زیست سوخت‌های هوانوردی که توسط RSB یا یکی از ارگان‌های مشابه به عنوان پایدار تأیید شده‌اند، دارای امتیاز صفر هستند که آنها را از داشتن تعهدهای مربوط به انطباق با کربن معاف می‌کند. این پیشنهاد پذیرفته شده‌است. SAFUG در سال ۲۰۰۸ توسط گروهی از خطوط هوایی علاقه‌مند تحت نظارت هواپیماهای تجاری بوئینگ و با پشتیبانی سازمان‌های غیردولتی (NGO) مانند شورای دفاع از منابع طبیعی شکل گرفت. خطوط هوایی عضو بیشتر از ۱۵ درصد این صنعت را تشکیل می‌دهند و تمام مدیر عامل‌های عضو تعهدی را امضا کرده‌اند که روی توسعه و استفاده از سوخت‌های پایدار (SAF) هوانوردی کار کنند.
افزون بر گواهینامه SAF، یکپارچگی تولیدکنندگان زیست سوخت‌های هوانوردی و فراورده آنها را می‌توان با ابزارهای بیشتری زیر ذره بین قرار داد، مانند استفاده از اتاق جنگ کربن ریچارد برانسون یا ابتکار سوخت جت تجدید پذیر. این شرکت هم‌اکنون با شرکت‌هایی مانند LanzaTech, SG Biofuels, AltAir, Solazyme و Sapphire همکاری می‌کند؛ یک سازمان غیردولتی مستقل پیشرو که روی این موضوع متمرکز شده‌است، مؤسسه Sustainable Sky است.

### فرآیندهای تأیید شده
| مخفف     | فرایند تبدیل                                                                                  | مواد اولیه احتمالی                              | نسبت ترکیبی | پیشنهادها / پروژه‌های تجاری سازی                                                                       |
| -------- | --------------------------------------------------------------------------------------------- | ----------------------------------------------- | ----------- | --- |
| HEFA-SPK | نفت سفید پارافینی سنتز شده تولید شده از استرهای هیدروفرآوری شده و اسیدهای چرب                 | روغن‌های زیستی، چربی‌های حیوانی، روغن‌های بازیافتی | ۵۰٪         | انرژی جهانی، فراورده‌های نفتی جهانی، Neste، سوخت‌های دینامیک، EERC                                      |
| FT-SPK   | نفت سفید پارافینی سنتز شده توسط فیشر-تروپش هیدروفرآوری شده‌است                                 | زغال سنگ، گاز طبیعی، زیست توده                  | ۵۰٪         | Fulcrum Bioenergy, Red Rock Biofuels, SG Preston، Kaidi Finland، Sasol، Shell Oil Company، Syntroleum |
| SIP-HFS  | ایزوپارافین‌های نفت سفید سنتز شده از قندهای تخمیری هیدروفرآوری شده تولید می‌شوند                | زیست توده مورد استفاده برای تولید شکر           | ۱۰٪         | Amyris (شرکت)، Total SA                                                                               |
| SPK/A    | نفت سفید سنتز شده با مواد آروماتیک به دست آمده از آلکیلاسیون آروماتیک‌های سبک از منابع غیرنفتی | زغال سنگ، گاز طبیعی، زیست توده                  | ۵۰٪         | ساسول                                                                                                 |
| ATJ-SPK  | نفت سفید پارافینی مصنوعی الکل به جت                                                           | زیست توده حاصل از تولید اتانول یا ایزوبوتانول   | ۵۰٪         | Gevo، کبالت، محصولات نفتی جهانی، Lanzatech، سوخت‌های زیستی سوئدی، Byogy                                |